# Aleochara haemoptera
Aleochara haemoptera är en skalbaggsart som beskrevs av Ernst Gustav Kraatz 1856. Aleochara haemoptera ingår i släktet Aleochara, och familjen kortvingar. Enligt den finländska rödlistan är arten nationellt utdöd i Finland. Arten har ej påträffats i Sverige. Artens livsmiljö är parker, gårdsplaner och trädgårdar.